# 輝州 (唐朝)
輝州，后为单州（单音shàn），五代十国到明朝初年的州。
輝州治所在单父县（在今山东省单县）。后唐同光二年（924年）改辉州为单州。北宋时，单州相当于今天单县、成武县、鱼台县和安徽省砀山县。金朝末年，红袄军在单州反金。明朝洪武二年（1369年），将单州改为单县。
輝州刺史
- 王某（光化年间）
- 韩恭（903年）